# Nitaphon
Nitaphon war ein Sohn des Königs von Salamis, Pnytagoras. Sein Bruder Nikokreon folgte dem Vater als König. Nitaphon gehörte zu einer Gruppe von Zyprioten, die Alexander der Große 326 v. Chr. am Hydaspes zu Trierarchen der Indusflotte ernannt hatte. Die Quellen lassen die Möglichkeit offen, ob Nitaphon und Pnytagoras möglicherweise dieselbe Person waren.